# 赤石館 (出羽国)
赤石館（あかいしだて）は、秋田県にかほ市金浦字館ヶ森にあった中世の日本の城（城館）。

## 概要
にかほ市内を流れる赤石川（青森県の赤石川とは異なる）右岸の平野部に独立して複数存在する低位台地の一つに立地する。台地は60メートル×40メートル規模で主郭となる曲輪のほか3段の腰曲輪を持ち、北西には石塁と見られる石積みの遺構が残る。
『日本城郭大系』第2巻では、「由利十二頭」に数えられる矢島氏（大井氏）と仁賀保氏が、1587年（天正15年）に和睦した際、仁賀保氏側から派遣された家臣「赤石与兵衛」の居館ではないかと推定している。